# Lu (muziek)
Lu is een Tibetaanse volksmuziek die vooral door nomaden in Oost- en Noordoost-Tibet wordt gezongen.
Bij Lu wordt a capella gezongen met grote verschillende in toonhoogte door vibraties met de stemspleet.